# William Sheller et le quatuor Stevens live
Albums de William Sheller
Parade au Cirque Royal
(2005) Avatars
(2008)
William Sheller et le quatuor Stevens live est le 7e album live de William Sheller, sorti en 2007. 

## Titres
| 1.    | Ouverture (instrumental)          |  |
| 2.    | Toutes les choses qu'on lui donne |  |
| 3.    | Maman est folle                   |  |
| 4.    | Les Mots qui viennent tout bas    |  |
| 5.    | Simplement                        |  |
| 6.    | Cuir de Russie                    |  |
| 7.    | Babayaga (instrumental)           |  |
| 8.    | Le Carnet à spirale               |  |
| 9.    | Nicolas                           |  |
| 10.   | Les Filles de l'aurore            |  |
| 11.   | Mon hôtel                         |  |
| 12.   | To You                            |  |
| 13.   | À l'après-minuit                  |  |
| 14.   | Le Capitaine                      |  |
| 15.   | Les Orgueilleuses                 |  |
| 16.   | Un archet sur mes veines          |  |
| 17.   | Oh ! J'cours tout seul            |  |
| 18.   | Les Machines absurdes             |  |
| 19.   | À franchement parler              |  |
| 20.   | Un homme heureux                  |  |
| 21.   | Dans un vieux rock 'n' roll       |  |
| 22.   | Chanson d'automne                 |  |
| 76:44 |                                   |  |